# Daniel Cojocaru
Daniel Cojocaru (n. 27 mai 1969, Medgidia, Constanța, România) este un fost alergător român pe distanțe scurte.

## Carieră
Constănțeanul a fost multiplu campion national în probele de 100 m, 200 m și 400 m. A participat la Jocurile Olimpice din 1992 de la Barcelona și la trei ediții de campionat mondial, în anii 1991, 1993 și 1995.
În anul 1994 el a stabilit recordul național la 100 m cu timpul de 10,21 s. Apoi a obținut locul 5 la Campionatul European de la Helsinki. La Universiada din 1995 s-a clasat pe locul 7.
După retragerea sa din activitate, Daniel Cojocaru a devenit antrenor.

## Realizări
| An   | Competiție                   | Locație             | Loc           | Eveniment | Note  |
| ---- | ---------------------------- | ------------------- | ------------- | --------- | ----- |
| 1991 | Campionatul Mondial în sală  | Sevilla, Spania     | 10 (sf)       | 200 m     | 21,41 |
| 1991 | Campionatul Mondial          | Tokio, Japonia      | 37 (h)        | 100 m     | 10,51 |
| 1991 | Campionatul Mondial          | Tokio, Japonia      | 19 (sferturi) | 200 m     | 20,80 |
| 1992 | Campionatul European în sală | Genova, Italia      | 11 (sf)       | 60 m      | 6,74  |
| 1992 | Campionatul European în sală | Genova, Italia      | 9 (sf)        | 200 m     | 21,61 |
| 1992 | Jocurile Olimpice            | Barcelona, Spania   | 25 (sferturi) | 100 m     | 10,57 |
| 1992 | Jocurile Olimpice            | Barcelona, Spania   | 26 (sferturi) | 200 m     | 20,96 |
| 1993 | Campionatul Mondial în sală  | Toronto, Canada     | 11 (sf)       | 60 m      | 6,72  |
| 1993 | Campionatul Mondial în sală  | Toronto, Canada     | 16 (sf)       | 200 m     | 21,39 |
| 1993 | Campionatul Mondial          | Stuttgart, Germania | 20 (sferturi) | 100 m     | 10,41 |
| 1993 | Campionatul Mondial          | Stuttgart, Germania | 34 (h)        | 200 m     | 21,13 |
| 1994 | Campionatul European în sală | Paris, Franța       | 8 (sf)        | 60 m      | 6,73  |
| 1994 | Campionatul European în sală | Paris, Franța       | –             | 200 m     | NT    |
| 1994 | Campionatul European         | Helsinki, Finlanda  | 5             | 100 m     | 10,39 |
| 1994 | Campionatul European         | Helsinki, Finlanda  | –             | 200 m     | NT    |
| 1995 | Campionatul Mondial în sală  | Barcelona, Spania   | 20 (sf)       | 60 m      | 6,78  |
| 1995 | Campionatul Mondial în sală  | Barcelona, Spania   | 13 (sf)       | 200 m     | 21,74 |
| 1995 | Campionatul Mondial          | Göteborg, Suedia    | 60 (h)        | 100 m     | 10,67 |
| 1995 | Campionatul Mondial          | Göteborg, Suedia    | 46 (h)        | 200 m     | 21,09 |
| 1995 | Universiada                  | Fukuoka, Japonia    | 15 (sf)       | 100 m     | 10,65 |
| 1995 | Universiada                  | Fukuoka, Japonia    | 7             | 200 m     | 20,97 |
| 1998 | Campionatul European în sală | Valencia, Spania    | 22 (h)        | 60 m      | 6,73  |
| 1998 | Campionatul European în sală | Valencia, Spania    | 27 (h)        | 200 m     | 21,62 |

## Recorduri personale
| Probă         | Performanță | Dată              | Locație   |
| ------------- | ----------- | ----------------- | --------- |
| 100 m         | 10,21 s RN  | 17 iunie 1994     | București |
| 200 m         | 20,75       | 18 iunie 1994     | București |
| 60 m în sală  | 6,62 s      | 4 februarie 1994  | Budapesta |
| 200 m în sală | 21,14 s     | 23 februarie 1991 | Pireu     |